# Liste der Nummer-eins-Hits in Finnland (2015)
Dies ist eine Liste der Nummer-eins-Hits in Finnland im Jahr 2015. Sie basiert auf den offiziellen Single Top 20 und den Album Top 40, die im Auftrag von Musiikkituottajat, der finnischen Landesgruppe der IFPI, erstellt werden.

## Singles
| ← 2014 ← | Liste der Nummer-eins-Hits in Finnland | Liste der Nummer-eins-Hits in Finnland | Liste der Nummer-eins-Hits in Finnland                                                    | 2016 → |
| \| Zeitraum \| Wo. ges. \| Interpret \| Titel Autor(en) \| Zusätzliche Informationen \| \| (Zeitraum, Wochen auf Platz eins, Interpret, Titel, Autor[en], zusätzliche Informationen) \| \| \| \| \| \| ----------------------------------------------------------------------------------------- \| -------- \| ---------------------------------- \| ----------------------------------------------------------------------------------------- \| ----------------------------------------------------------------------------------------------------------------------------------------------------------------------------------------------------------------------------------------------------------------------------------------------------------------------------------------------------------------------------------------------------- \| \| 21. Dezember 2014 – 10. Januar 2015 3 Wochen \| 3 \| Spekti feat. Tasis \| Macho fantastico \| – \| \| 11. Januar 2015 – 24. Januar 2015 2 Wochen (insgesamt 6) \| 6 \| Calvin Harris feat. Ellie Goulding \| Outside Calvin Harris, Ellie Goulding \| – \| \| 25. Januar 2015 – 28. Februar 2015 5 Wochen \| 5 \| Martin Tungevaag feat. Emila \| Samsara 2015 Martin Tungevaag \| Mit dem ersten Hit Wicked Wonderland war Tungevaag auf Platz 5 gewesen, mit Samsara zusammen mit der Nachwuchssängerin Emila übertrifft er sogar den zweiten Platz in seiner Heimat Norwegen. \| \| 1. März 2015 – 28. März 2015 4 Wochen \| 4 \| Ellie Goulding \| Love Me like You Do Max Martin, Savan Kotecha, Ali Payami, Tove Nilsson, Ilya Salmanzadeh \| – \| \| 29. März 2015 – 18. April 2015 3 Wochen (insgesamt 4) \| 4 \| Major Lazer & DJ Snake feat. Mø \| Lean On Thomas Wesley Pentz, Karen Marie Ørsted, William Grigahcine, Philip Meckseper \| – \| \| 19. April 2015 – 9. Mai 2015 3 Wochen \| 3 \| Wiz Khalifa feat. Charlie Puth \| See You Again Justin Franks, Cameron Thomaz, Andrew Cedar, Charles Puth \| – \| \| 10. Mai 2015 – 16. Mai 2015 1 Woche (insgesamt 4) \| 4 \| Major Lazer & DJ Snake feat. Mø \| Lean On Thomas Wesley Pentz, Karen Marie Ørsted, William Grigahcine, Philip Meckseper \| – \| \| 17. Mai 2015 – 18. Juli 2015 9 Wochen \| 9 \| Teflon Brothers feat. Sahamies \| Pämppää \| Das Hip-Hop-Trio aus Finnland kam 2014 auf die Idee, einen Platz in ihrer Band online zu versteigern. Für 50.000 Euro kaufte sich der professionelle Pokerspieler Ilari Sahamies in die Band ein.[1] Die erste gemeinsame Single bedeutete die zweite Nummer-eins-Platzierung für die Band. \| \| 19. Juli 2015 – 25. Juli 2015 1 Woche \| 1 \| Roope Salminen & Koirat \| Madafakin darra \| Die Band begann 2010 als studentische Party-Hip-Hop-Band, die Auftritte brachten ihnen 2014 einen Plattenvertrag[2] und mit ihrer ersten Chartsingle gleich einen Nummer-eins-Hit. Thema des Lieds ist der „verflixte Kater“ nach der Party \| \| 26. Juli 2015 – 29. August 2015 5 Wochen \| 5 \| JVG \| Tarkenee \| Die achte Top-10-Single des Hip-Hop-Duos war ihr vierter Nummer-eins-Hit. \| \| 30. August 2015 – 12. September 2015 2 Wochen \| 2 \| Cheek \| Sä huudat \| Die vierte finnische Hip-Hop-Single hintereinander an der Chartspitze stammte von einem Musiker, der seit 2004 zu den erfolgreichsten Musikern zählt und damit bereits zum neunten Mal auf Platz eins der Singlecharts stand. \| \| 13. September 2015 – 26. September 2015 2 Wochen \| 2 \| Justin Bieber \| What Do You Mean? Jason Boyd, Mason Levy, Justin Bieber \| – \| \| 27. September 2015 – 17. Oktober 2015 3 Wochen \| 3 \| Antti Tuisku \| Sata salamaa \| Das Lied war 1987 der finnische ESC-Beitrag von Vicky Rosti. Für die vierte Staffel der TV-Show Vain elämää, der finnischen Ausgabe von Sing meinen Song, coverte es der Popsänger und hatte damit seinen vierten Nummer-eins-Hit. \| \| 18. Oktober 2015 – 24. Oktober 2015 1 Woche \| 1 \| Nikke Ankara feat. Aki Tykki \| Värifilmi \| Drei eigene Top-10-Singles sowie Gastbeiträge bei zwei Top-10-Singles von Robin hatte der Rapper bereits vorzuweisen, bevor er erstmals auf Platz eins stieg. Für Aki Tykki von Happoradio ist es ebenfalls die erste Nummer-eins-Single, mit seiner Band hatte er aber schon drei Nummer-eins-Alben. \| \| 25. Oktober 2015 – 7. November 2015 2 Wochen \| 2 \| Cheek feat. Ilta \| Sillat \| Mit Erscheinen seines neuen Album brachte der finnische Hip-Hopper acht Lieder auf die ersten acht Plätze der Singlecharts, die übrigen beiden Lieder belegten Platz 11 und 12. \| \| 8. November 2015 – 14. November 2015 1 Woche (insgesamt 3) \| 3 \| Adele \| Hello Greg Kurstin, Adele Adkins \| In der ersten Woche konnte Cheek noch den Sprung auf Platz eins verhindern, dann holte sich die Engländerin wie in fast allen anderen Ländern auch in Finnland die Chartspitze. Es war erst ihre fünfte Platzierung in den Singlecharts, aber bereits die dritte Nummer eins. \| \| 15. November 2015 – 28. November 2015 2 Wochen \| 2 \| Villegalle feat. Sanni \| Lähtisitkö \| 1984 hatte Pave Maijanen einen Hit mit diesem Lied. Im Rahmen von Vain elämää (Sing meinen Song) sangen der Rapper und die Popsängerin das Lied im Duett. Für Villegalle war es die dritte Nummer-eins-Kollaboration, Sanni schaffte nach fünf Nummer-3-Platzierungen erstmals den Sprung an die Spitze. Im Jahr zuvor waren beide gemeinsam auch am Nummer-3-Hit Flexaa von Cheek beteiligt gewesen. \| \| 29. November 2015 – 12. Dezember 2015 2 Wochen (insgesamt 3) \| 3 \| Adele \| Hello Greg Kurstin, Adele Adkins \| – \| \| 13. Dezember 2015 – 26. Dezember 2015 2 Wochen \| 2 \| Tungevaag & Raaban & Charlie Who? \| Russian Roulette \| – \| \| 27. Dezember 2015 – 2. Januar 2016 1 Woche \| 1 \| Antti Tuisku feat. Nikke Ankara \| Party (Papiidipaadi) \| – \| |                                        |                                        |                                                                                           | |
| ← 2014 |                                        |                                        |                                                                                           | → 2016 → |
| Zeitraum | Wo. ges.                               | Interpret                              | Titel Autor(en)                                                                           | Zusätzliche Informationen |
| (Zeitraum, Wochen auf Platz eins, Interpret, Titel, Autor[en], zusätzliche Informationen) |                                        |                                        |                                                                                           | |
| 21. Dezember 2014 – 10. Januar 2015 3 Wochen | 3                                      | Spekti feat. Tasis                     | Macho fantastico                                                                          | – |
| 11. Januar 2015 – 24. Januar 2015 2 Wochen (insgesamt 6) | 6                                      | Calvin Harris feat. Ellie Goulding     | Outside Calvin Harris, Ellie Goulding                                                     | – |
| 25. Januar 2015 – 28. Februar 2015 5 Wochen | 5                                      | Martin Tungevaag feat. Emila           | Samsara 2015 Martin Tungevaag                                                             | Mit dem ersten Hit Wicked Wonderland war Tungevaag auf Platz 5 gewesen, mit Samsara zusammen mit der Nachwuchssängerin Emila übertrifft er sogar den zweiten Platz in seiner Heimat Norwegen. |
| 1. März 2015 – 28. März 2015 4 Wochen | 4                                      | Ellie Goulding                         | Love Me like You Do Max Martin, Savan Kotecha, Ali Payami, Tove Nilsson, Ilya Salmanzadeh | – |
| 29. März 2015 – 18. April 2015 3 Wochen (insgesamt 4) | 4                                      | Major Lazer & DJ Snake feat. Mø        | Lean On Thomas Wesley Pentz, Karen Marie Ørsted, William Grigahcine, Philip Meckseper     | – |
| 19. April 2015 – 9. Mai 2015 3 Wochen | 3                                      | Wiz Khalifa feat. Charlie Puth         | See You Again Justin Franks, Cameron Thomaz, Andrew Cedar, Charles Puth                   | – |
| 10. Mai 2015 – 16. Mai 2015 1 Woche (insgesamt 4) | 4                                      | Major Lazer & DJ Snake feat. Mø        | Lean On Thomas Wesley Pentz, Karen Marie Ørsted, William Grigahcine, Philip Meckseper     | – |
| 17. Mai 2015 – 18. Juli 2015 9 Wochen | 9                                      | Teflon Brothers feat. Sahamies         | Pämppää                                                                                   | Das Hip-Hop-Trio aus Finnland kam 2014 auf die Idee, einen Platz in ihrer Band online zu versteigern. Für 50.000 Euro kaufte sich der professionelle Pokerspieler Ilari Sahamies in die Band ein. Die erste gemeinsame Single bedeutete die zweite Nummer-eins-Platzierung für die Band. |
| 19. Juli 2015 – 25. Juli 2015 1 Woche | 1                                      | Roope Salminen & Koirat                | Madafakin darra                                                                           | Die Band begann 2010 als studentische Party-Hip-Hop-Band, die Auftritte brachten ihnen 2014 einen Plattenvertrag und mit ihrer ersten Chartsingle gleich einen Nummer-eins-Hit. Thema des Lieds ist der „verflixte Kater“ nach der Party |
| 26. Juli 2015 – 29. August 2015 5 Wochen | 5                                      | JVG                                    | Tarkenee                                                                                  | Die achte Top-10-Single des Hip-Hop-Duos war ihr vierter Nummer-eins-Hit. |
| 30. August 2015 – 12. September 2015 2 Wochen | 2                                      | Cheek                                  | Sä huudat                                                                                 | Die vierte finnische Hip-Hop-Single hintereinander an der Chartspitze stammte von einem Musiker, der seit 2004 zu den erfolgreichsten Musikern zählt und damit bereits zum neunten Mal auf Platz eins der Singlecharts stand. |
| 13. September 2015 – 26. September 2015 2 Wochen | 2                                      | Justin Bieber                          | What Do You Mean? Jason Boyd, Mason Levy, Justin Bieber                                   | – |
| 27. September 2015 – 17. Oktober 2015 3 Wochen | 3                                      | Antti Tuisku                           | Sata salamaa                                                                              | Das Lied war 1987 der finnische ESC-Beitrag von Vicky Rosti. Für die vierte Staffel der TV-Show Vain elämää, der finnischen Ausgabe von Sing meinen Song, coverte es der Popsänger und hatte damit seinen vierten Nummer-eins-Hit. |
| 18. Oktober 2015 – 24. Oktober 2015 1 Woche | 1                                      | Nikke Ankara feat. Aki Tykki           | Värifilmi                                                                                 | Drei eigene Top-10-Singles sowie Gastbeiträge bei zwei Top-10-Singles von Robin hatte der Rapper bereits vorzuweisen, bevor er erstmals auf Platz eins stieg. Für Aki Tykki von Happoradio ist es ebenfalls die erste Nummer-eins-Single, mit seiner Band hatte er aber schon drei Nummer-eins-Alben.                                                                                                 |
| 25. Oktober 2015 – 7. November 2015 2 Wochen | 2                                      | Cheek feat. Ilta                       | Sillat                                                                                    | Mit Erscheinen seines neuen Album brachte der finnische Hip-Hopper acht Lieder auf die ersten acht Plätze der Singlecharts, die übrigen beiden Lieder belegten Platz 11 und 12. |
| 8. November 2015 – 14. November 2015 1 Woche (insgesamt 3) | 3                                      | Adele                                  | Hello Greg Kurstin, Adele Adkins                                                          | In der ersten Woche konnte Cheek noch den Sprung auf Platz eins verhindern, dann holte sich die Engländerin wie in fast allen anderen Ländern auch in Finnland die Chartspitze. Es war erst ihre fünfte Platzierung in den Singlecharts, aber bereits die dritte Nummer eins. |
| 15. November 2015 – 28. November 2015 2 Wochen | 2                                      | Villegalle feat. Sanni                 | Lähtisitkö                                                                                | 1984 hatte Pave Maijanen einen Hit mit diesem Lied. Im Rahmen von Vain elämää (Sing meinen Song) sangen der Rapper und die Popsängerin das Lied im Duett. Für Villegalle war es die dritte Nummer-eins-Kollaboration, Sanni schaffte nach fünf Nummer-3-Platzierungen erstmals den Sprung an die Spitze. Im Jahr zuvor waren beide gemeinsam auch am Nummer-3-Hit Flexaa von Cheek beteiligt gewesen. |
| 29. November 2015 – 12. Dezember 2015 2 Wochen (insgesamt 3) | 3                                      | Adele                                  | Hello Greg Kurstin, Adele Adkins                                                          | – |
| 13. Dezember 2015 – 26. Dezember 2015 2 Wochen | 2                                      | Tungevaag & Raaban & Charlie Who?      | Russian Roulette                                                                          | – |
| 27. Dezember 2015 – 2. Januar 2016 1 Woche | 1                                      | Antti Tuisku feat. Nikke Ankara        | Party (Papiidipaadi)                                                                      | – |

## Alben
| ← 2014 ← | Liste der Nummer-eins-Hits in Finnland | Liste der Nummer-eins-Hits in Finnland | Liste der Nummer-eins-Hits in Finnland | 2016 → |
| \| Zeitraum \| Wo. ges. \| Interpret \| Titel \| Zusätzliche Informationen \| \| (Zeitraum, Wochen auf Platz eins, Interpret, Titel, zusätzliche Informationen) \| \| \| \| \| \| ------------------------------------------------------------------------------ \| -------- \| -------------------------- \| ---------------------------- \| ----------------------------------------------------------------------------------------------------------------------------------------------------------------------------------------------------------------------------------------------------------------------------- \| \| 28. Dezember 2014 – 3. Januar 2015 1 Woche (insgesamt 3) \| 3 \| Verschiedene Interpreten \| Vain elämää - Kausi 3 Paivä \| – \| \| 4. Januar 2015 – 10. Januar 2015 1 Woche (insgesamt 4) \| 4 \| Verschiedene Interpreten \| Vain elämää - Kausi 3 Ilta \| – \| \| 11. Januar 2015 – 17. Januar 2015 1 Woche (insgesamt 3) \| 3 \| Verschiedene Interpreten \| Vain elämää - Kausi 3 Paivä \| – \| \| 18. Januar 2015 – 24. Januar 2015 1 Woche (insgesamt 8) \| 8 \| Haloo Helsinki! \| Kiitos ei ole kirosana \| – \| \| 25. Januar 2015 – 31. Januar 2015 1 Woche \| 1 \| Battle Beast \| Unholy Savior \| Im dritten Anlauf erreicht der Heavy Metal aus Helsinki Platz eins, die beiden Vorgängeralben erreichten bereits die Top 10. \| \| 1. Februar 2015 – 7. Februar 2015 1 Woche (insgesamt 8) \| 8 \| Haloo Helsinki! \| Kiitos ei ole kirosana \| – \| \| 8. Februar 2015 – 14. Februar 2015 1 Woche \| 1 \| CMX \| Mesmeria \| In den 30 Jahren seit ihrer Gründung haben die Rock-Veteranen damit sieben Nummer-eins-Singles und sieben Nummer-eins-Alben aufgehäuft. \| \| 15. Februar 2015 – 28. Februar 2015 2 Wochen \| 2 \| Mokoma \| Elävien kirjoihin \| Zwölf Jahre nach dem Debüt haben die südfinnischen Metal-Rocker ihr fünftes Nummer-eins-Album. \| \| 1. März 2015 – 7. März 2015 1 Woche \| 1 \| Ensiferum \| One Man Army \| – \| \| 8. März 2015 – 28. März 2015 3 Wochen (insgesamt 8) \| 8 \| Haloo Helsinki! \| Kiitos ei ole kirosana \| – \| \| 29. März 2015 – 4. April 2015 1 Woche \| 1 \| Von Hertzen Brothers \| New Day Rising \| – \| \| 5. April 2015 – 25. April 2015 3 Wochen (insgesamt 4) \| 4 \| Nightwish \| Endless Forms Most Beautiful \| – \| \| 26. April 2015 – 2. Mai 2015 1 Woche \| 1 \| Paperi T \| Malarian pelko \| – \| \| 3. Mai 2015 – 16. Mai 2015 2 Wochen \| 2 \| Sanni \| Lelu \| – \| \| 17. Mai 2015 – 23. Mai 2015 1 Woche (insgesamt 4) \| 4 \| Nightwish \| Endless Forms Most Beautiful \| – \| \| 24. Mai 2015 – 30. Mai 2015 1 Woche \| 1 \| Faith No More \| Sol invictus \| – \| \| 31. Mai 2015 – 13. Juni 2015 2 Wochen (insgesamt 9) \| 9 \| Antti Tuisku \| En kommentoi \| – \| \| 14. Juni 2015 – 27. Juni 2015 2 Wochen \| 2 \| Muse \| Drones \| – \| \| 28. Juni 2015 – 4. Juli 2015 1 Woche \| 1 \| Lindemann \| Skills in Pills \| – \| \| 5. Juli 2015 – 18. Juli 2015 2 Wochen \| 2 \| (Verschiedene Interpreten) \| Voicen kesähitti 2015 \| Seit 2012 gibt es die Hitkompilation des finnischen Radiosenders The Voice und zum dritten Mal schafft sie es auf Platz eins.[3] \| \| 19. Juli 2015 – 22. August 2015 5 Wochen (insgesamt 9) \| 9 \| Antti Tuisku \| En kommentoi \| – \| \| 23. August 2015 – 29. August 2015 1 Woche \| 1 \| Pyhimys \| Pettymys \| – \| \| 30. August 2015 – 5. September 2015 1 Woche \| 1 \| Ghost \| Meliora \| – \| \| 6. September 2015 – 12. September 2015 1 Woche \| 1 \| Motörhead \| Bad Magic \| – \| \| 13. September 2015 – 26. September 2015 2 Wochen \| 2 \| Iron Maiden \| The Book of Souls \| – \| \| 27. September 2015 – 3. Oktober 2015 1 Woche \| 1 \| Diablo \| Silvër Horizon \| Mitte der 2000er hatte die finnische Thrash-Metal-Band ein Nummer-eins-Album und eine Nummer-eins-Single. Zuletzt gab es sieben Jahre lang keine Veröffentlichung, bevor sich Diablo mit ihrem zweiten Spitzenreiter in den Albumcharts zurückmeldeten. \| \| 4. Oktober 2015 – 10. Oktober 2015 1 Woche \| 1 \| Turmion Kätilöt \| Diskovibrator \| Viermal waren die Technorocker schon in den finnischen Album-Top-10 und zwei Nummer-zwei-Songs haben sie auch schon vorzuweisen, Platz eins erreichten sie hiermit zum ersten Mal. \| \| 11. Oktober 2015 – 17. Oktober 2015 1 Woche \| 1 \| Children of Bodom \| I Worship Chaos \| Nach vier Nummer-eins-Alben in Folge hatte das Album Halo of Blood 2013 nur Platz zwei erreicht. Mit diesem Album schafften sie ihre fünfte Topplatzierung 18 Jahre nach ihrem Chartdebüt. \| \| 18. Oktober 2015 – 24. Oktober 2015 1 Woche \| 1 \| Juha Tapio \| Sinun vuorosi loistaa \| Seit Tapio 2003 vom Gospel zur Popmusik gewechselt ist, hat er 11 Alben in die Charts gebracht. Dieses war sein drittes Nummer-eins-Album. \| \| 25. Oktober 2015 – 7. November 2015 2 Wochen (insgesamt 5) \| 5 \| Cheek \| Alpha Omega \| Das 15. Album in ebenso vielen Jahren war das vierte Nummer-eins-Album für den Finnen. \| \| 8. November 2015 – 21. November 2015 2 Wochen \| 2 \| Verschiedene Interpreten \| Vain elämää - Kausi 4 Päiva \| Mit der vierten Staffel von Vain elämää, der finnischen Version von Sing meinen Song wurde auch zum vierten Mal die Chartspitze erreicht. Anders als im Vorjahr erhielt das Tag-Album (Päivä) diesmal den Vorzug vor dem Abend-Album (Ilta), das dahinter Platz zwei belegte. \| \| 22. November 2015 – 28. November 2015 1 Woche \| 1 \| One Direction \| Made in the A. M. \| Viermal waren die vier Jungs von den Britischen Inseln schon unter den Top vier der Albumcharts. Im vierten Jahr schaffen sie es zum ersten Mal auf Platz eins. \| \| 29. November 2015 – 16. Januar 2016 7 Wochen \| 7 \| Adele \| 25 \| – \| |                                        |                                        |                                        | |
| ← 2014 |                                        |                                        |                                        | → 2016 → |
| Zeitraum | Wo. ges.                               | Interpret                              | Titel                                  | Zusätzliche Informationen |
| (Zeitraum, Wochen auf Platz eins, Interpret, Titel, zusätzliche Informationen) |                                        |                                        |                                        | |
| 28. Dezember 2014 – 3. Januar 2015 1 Woche (insgesamt 3) | 3                                      | Verschiedene Interpreten               | Vain elämää - Kausi 3 Paivä            | – |
| 4. Januar 2015 – 10. Januar 2015 1 Woche (insgesamt 4) | 4                                      | Verschiedene Interpreten               | Vain elämää - Kausi 3 Ilta             | – |
| 11. Januar 2015 – 17. Januar 2015 1 Woche (insgesamt 3) | 3                                      | Verschiedene Interpreten               | Vain elämää - Kausi 3 Paivä            | – |
| 18. Januar 2015 – 24. Januar 2015 1 Woche (insgesamt 8) | 8                                      | Haloo Helsinki!                        | Kiitos ei ole kirosana                 | – |
| 25. Januar 2015 – 31. Januar 2015 1 Woche | 1                                      | Battle Beast                           | Unholy Savior                          | Im dritten Anlauf erreicht der Heavy Metal aus Helsinki Platz eins, die beiden Vorgängeralben erreichten bereits die Top 10. |
| 1. Februar 2015 – 7. Februar 2015 1 Woche (insgesamt 8) | 8                                      | Haloo Helsinki!                        | Kiitos ei ole kirosana                 | – |
| 8. Februar 2015 – 14. Februar 2015 1 Woche | 1                                      | CMX                                    | Mesmeria                               | In den 30 Jahren seit ihrer Gründung haben die Rock-Veteranen damit sieben Nummer-eins-Singles und sieben Nummer-eins-Alben aufgehäuft. |
| 15. Februar 2015 – 28. Februar 2015 2 Wochen | 2                                      | Mokoma                                 | Elävien kirjoihin                      | Zwölf Jahre nach dem Debüt haben die südfinnischen Metal-Rocker ihr fünftes Nummer-eins-Album. |
| 1. März 2015 – 7. März 2015 1 Woche | 1                                      | Ensiferum                              | One Man Army                           | – |
| 8. März 2015 – 28. März 2015 3 Wochen (insgesamt 8) | 8                                      | Haloo Helsinki!                        | Kiitos ei ole kirosana                 | – |
| 29. März 2015 – 4. April 2015 1 Woche | 1                                      | Von Hertzen Brothers                   | New Day Rising                         | – |
| 5. April 2015 – 25. April 2015 3 Wochen (insgesamt 4) | 4                                      | Nightwish                              | Endless Forms Most Beautiful           | – |
| 26. April 2015 – 2. Mai 2015 1 Woche | 1                                      | Paperi T                               | Malarian pelko                         | – |
| 3. Mai 2015 – 16. Mai 2015 2 Wochen | 2                                      | Sanni                                  | Lelu                                   | – |
| 17. Mai 2015 – 23. Mai 2015 1 Woche (insgesamt 4) | 4                                      | Nightwish                              | Endless Forms Most Beautiful           | – |
| 24. Mai 2015 – 30. Mai 2015 1 Woche | 1                                      | Faith No More                          | Sol invictus                           | – |
| 31. Mai 2015 – 13. Juni 2015 2 Wochen (insgesamt 9) | 9                                      | Antti Tuisku                           | En kommentoi                           | – |
| 14. Juni 2015 – 27. Juni 2015 2 Wochen | 2                                      | Muse                                   | Drones                                 | – |
| 28. Juni 2015 – 4. Juli 2015 1 Woche | 1                                      | Lindemann                              | Skills in Pills                        | – |
| 5. Juli 2015 – 18. Juli 2015 2 Wochen | 2                                      | (Verschiedene Interpreten)             | Voicen kesähitti 2015                  | Seit 2012 gibt es die Hitkompilation des finnischen Radiosenders The Voice und zum dritten Mal schafft sie es auf Platz eins. |
| 19. Juli 2015 – 22. August 2015 5 Wochen (insgesamt 9) | 9                                      | Antti Tuisku                           | En kommentoi                           | – |
| 23. August 2015 – 29. August 2015 1 Woche | 1                                      | Pyhimys                                | Pettymys                               | – |
| 30. August 2015 – 5. September 2015 1 Woche | 1                                      | Ghost                                  | Meliora                                | – |
| 6. September 2015 – 12. September 2015 1 Woche | 1                                      | Motörhead                              | Bad Magic                              | – |
| 13. September 2015 – 26. September 2015 2 Wochen | 2                                      | Iron Maiden                            | The Book of Souls                      | – |
| 27. September 2015 – 3. Oktober 2015 1 Woche | 1                                      | Diablo                                 | Silvër Horizon                         | Mitte der 2000er hatte die finnische Thrash-Metal-Band ein Nummer-eins-Album und eine Nummer-eins-Single. Zuletzt gab es sieben Jahre lang keine Veröffentlichung, bevor sich Diablo mit ihrem zweiten Spitzenreiter in den Albumcharts zurückmeldeten.                       |
| 4. Oktober 2015 – 10. Oktober 2015 1 Woche | 1                                      | Turmion Kätilöt                        | Diskovibrator                          | Viermal waren die Technorocker schon in den finnischen Album-Top-10 und zwei Nummer-zwei-Songs haben sie auch schon vorzuweisen, Platz eins erreichten sie hiermit zum ersten Mal.                                                                                            |
| 11. Oktober 2015 – 17. Oktober 2015 1 Woche | 1                                      | Children of Bodom                      | I Worship Chaos                        | Nach vier Nummer-eins-Alben in Folge hatte das Album Halo of Blood 2013 nur Platz zwei erreicht. Mit diesem Album schafften sie ihre fünfte Topplatzierung 18 Jahre nach ihrem Chartdebüt.                                                                                    |
| 18. Oktober 2015 – 24. Oktober 2015 1 Woche | 1                                      | Juha Tapio                             | Sinun vuorosi loistaa                  | Seit Tapio 2003 vom Gospel zur Popmusik gewechselt ist, hat er 11 Alben in die Charts gebracht. Dieses war sein drittes Nummer-eins-Album. |
| 25. Oktober 2015 – 7. November 2015 2 Wochen (insgesamt 5) | 5                                      | Cheek                                  | Alpha Omega                            | Das 15. Album in ebenso vielen Jahren war das vierte Nummer-eins-Album für den Finnen. |
| 8. November 2015 – 21. November 2015 2 Wochen | 2                                      | Verschiedene Interpreten               | Vain elämää - Kausi 4 Päiva            | Mit der vierten Staffel von Vain elämää, der finnischen Version von Sing meinen Song wurde auch zum vierten Mal die Chartspitze erreicht. Anders als im Vorjahr erhielt das Tag-Album (Päivä) diesmal den Vorzug vor dem Abend-Album (Ilta), das dahinter Platz zwei belegte. |
| 22. November 2015 – 28. November 2015 1 Woche | 1                                      | One Direction                          | Made in the A. M.                      | Viermal waren die vier Jungs von den Britischen Inseln schon unter den Top vier der Albumcharts. Im vierten Jahr schaffen sie es zum ersten Mal auf Platz eins. |
| 29. November 2015 – 16. Januar 2016 7 Wochen | 7                                      | Adele                                  | 25                                     | – |